# Lerista colliveri
Espèce
Lerista colliveri est une espèce de sauriens de la famille des Scincidae.

## Répartition
Cette espèce est endémique du Queensland en Australie.

## Étymologie
Cette espèce est nommée en l'honneur de Frederick Stanley Colliver (1908-1991).

## Publication originale
- Couper & Ingram, 1992 : A new species of skink of Lerista from Queensland and a re-appraisal of L. allanae (Longman). Memoirs of the Queensland Museum, vol. 32, no 1, p. 55-59 (texte intégral).